# 湯納德坎特里 (密蘇里州)
湯納德坎特里（英語：Town and Country）是位於美國密蘇里州聖路易斯縣的城市。

## 人口
根據2020年美國人口普查的數據，湯納德坎特里的面積為29.86平方千米，當中陸地面積為29.76平方千米，而水域面積為0.09平方千米。當地共有人口11640人，而人口密度為每平方千米390人。